# Aerangis biloba
Aerangis biloba es una orquídea epífita originaria de África.

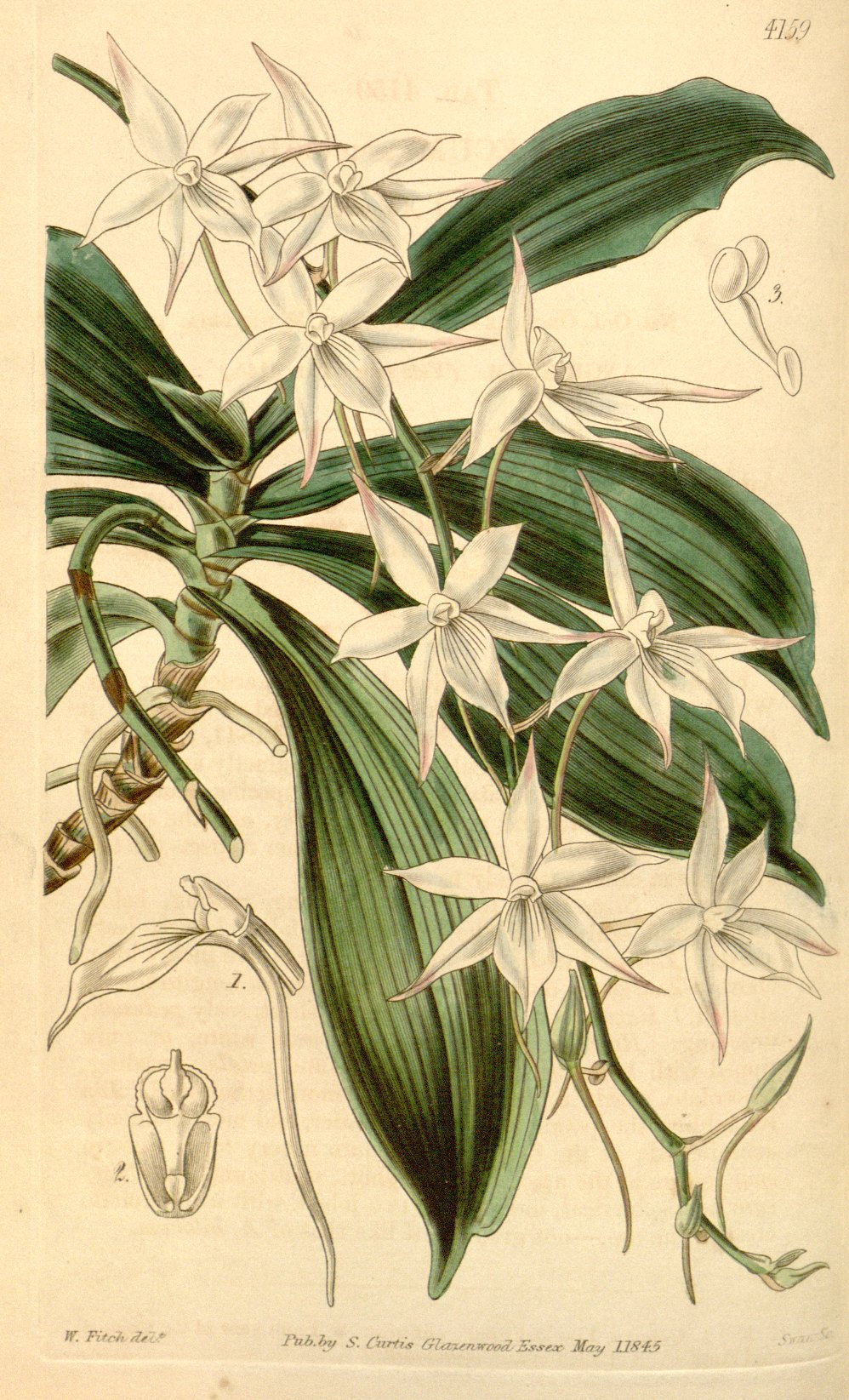
Ilustración

## Distribución y hábitat
Se encuentra en África occidental y central y en las Islas Comoras y Madagascar en los bosques y matorrales, así como en cultivos como el café y el cacao en alturas de 700 m s. n. m.

## Descripción
Es una planta pequeña de tamaño que prefiere clima caliente a fresco, es epífita, con 4 a 12 hojas, obovadas, bi-lobuladas de manera desigual en el ápice, carnosas o coriáceas, de color verde con manchas negras. Produce una inflorescencia axilar de 10 a 40 cm de largo, colgante o arqueada en racimo que lleva de 2 a 20 flores de 4 cm de ancho, cerosas, fragantes y de larga vida. Florece en la primavera y el verano.

## Cultivo
Esta especie requiere de alta humedad y puede cultivarse en una maceta con una mezcla de corteza o montado sobre corcho o fibras de helechos arborescentes, siempre con moderada sombra.

## Taxonomía
Aerangis biloba fue descrita por Lindl. Schltr. y publicado en Botanische Jahrbücher für Systematik, Pflanzengeschichte und Pflanzengeographie 53: 598. 1915.
Etimología
El nombre del género Aerangis procede de las palabras griegas: aer = (aire) y angos = (urna), en referencia a la forma del labelo.
biloba: epíteto latino que significa "con hojas bi-lobuladas".
Sinonimia
- Angraecum bilobum Lindl. 1840  (basónimo)
- Angraecum apiculatum Hook. 1845
- Angraecum campyloplectron Rchb.f. 1855
- Angorchis biloba (Lindl.) Kuntze 1891
- Angorchis campyloplectron (Rchb.f.) Kuntze 1891
- Rhaphidorhynchus bilobus (Lindl.) Finet 1907
- Aerangis campyloplectron (Rchb.f.) Garay 1972.1912[5][6]